# 91001 Shanghaishida
91001 Shanghaishida este o planetă minoră (asteroid), cu un diametru de 2,878 km, din centura de asteroizi. A fost descoperită pe 18 ianuarie 1998 la Xinglong Station⁠(d) de Beijing Schmidt CCD Asteroid Program⁠(d) și a fost numită după Shanghai Normal University⁠(d). 
Obiectul prezintă o orbită caracterizată de o semiaxă mare de 2,5341615767387 UAi, o excentricitate de 0,10362465108973, o înclinație de 12,24313230339 ° în raport cu ecliptica.